# Laguna Los Portillos
La laguna Los Portillos (o Harbour Head) es un exclave de Nicaragua ubicado en Costa Rica.  Administrativamente pertenece al departamento de Río San Juan en Nicaragua, pero geográficamente está rodeado por la provincia costarricense de Limón.  El área, que se disputa entre ambos países, es una zona de humedales y laguna que históricamente ha sido un punto importante por su acceso al Mar Caribe y su ubicación estratégica para fronteras y transporte acuático.

## Geografía
Laguna Los Portillos es un caso interesante de un exclave que se ubica en el contexto de disputas territoriales entre Nicaragua y Costa Rica. Esta zona se encuentra en el noreste de Costa Rica, pero es reconocida por Nicaragua como parte de su territorio. Se trata de Laguna Los Portillos, ubicada en el extremo norte de isla Calero, frente al mar Caribe. El proyecto encarga al Ejército de Nicaragua el resguardo del humedal y ordena un mayor control sobre la zona. Por tierra, a esta solo se podría acceder pasando por territorio costarricense.A pesar de los veredictos internacionales, todavía existen tensiones e incidentes esporádicos a lo largo de la frontera. Laguna Los Portillos sigue siendo un punto álgido en las relaciones entre Nicaragua y Costa Rica, y simboliza cuestiones fronterizas y de soberanía más amplias en la región centroamericana. En conclusión, Laguna Los Portillos es un ejemplo de cómo las complejidades históricas y geográficas pueden conducir a disputas internacionales duraderas e intratables.

## Historia
La historia de Laguna Los Portillos representa un caso interesante de disputa territorial internacional entre Nicaragua y Costa Rica.  Este exclave, ubicado en la zona noreste de Costa Rica en la frontera con Nicaragua, ha sido objeto de feroces debates y conflictos a lo largo de los años.
En 2010, esto se intensificó cuando Nicaragua llevó a cabo obras de construcción invasivas en la región, incluida la excavación de canales para alterar el flujo del río San Juan, afectando el acceso al agua y los ecosistemas en áreas costarricenses. Costa Rica respondió presentando una denuncia ante la Corte Internacional de Justicia (CIJ) de La Haya, argumentando que las acciones de Nicaragua constituían una violación de su soberanía territorial.
En 2015, la CIJ emitió una sentencia afirmando que Nicaragua había violado la soberanía de Costa Rica al talar bosques, crear canales y organizar campamentos militares en territorio costarricense. El tribunal ordenó a Nicaragua pagar una indemnización por daños ambientales.
El 16 de enero de 2017, Costa Rica presentó una solicitud para iniciar procedimientos contra Nicaragua en relación con una “disputa sobre la definición precisa del límite en el área de Laguna Los Portillos y el establecimiento de un nuevo campamento militar por parte de Nicaragua” en la playa de Isla Portillos.
Este es un ejemplo de lo delicados y complejos que pueden ser los problemas fronterizos, especialmente en regiones ricas en recursos naturales e importantes desde el punto de vista ecológico. En última instancia, tanto Nicaragua como Costa Rica deben trabajar juntos para gestionar los recursos naturales y proteger el medio ambiente en sus fronteras, lo cual es fundamental para las generaciones futuras en ambos países.

## Naturaleza y clima
Laguna Los Portillos es parte de un ecosistema de humedales más grande que incluye diversidad de flora y fauna. La región se caracteriza por una gran riqueza de especies de aves, reptiles y mamíferos, lo que la convierte en un lugar importante para la investigación ecológica y la observación de la naturaleza. Aquí hay numerosas especies de aves acuáticas, así como otras especies que atraen a los amantes de la naturaleza y a los científicos. El enclave alberga también numerosas especies vegetales que se han adaptado a vivir en condiciones de elevada humedad e inundaciones periódicas.
El clima en Laguna Los Portillos es tropical, con alta humedad y temperaturas durante todo el año. La zona experimenta dos estaciones principales: la lluviosa y la seca.  La temporada de lluvias suele durar de mayo a noviembre y trae consigo abundantes lluvias que son cruciales para mantener los ecosistemas de humedales locales.  La estación seca va de diciembre a abril y se caracteriza por menos precipitaciones, lo que puede provocar períodos de sequía.